# Paracytheridea rugosa
Paracytheridea rugosa är en kräftdjursart som beskrevs av Edwards 1944. Paracytheridea rugosa ingår i släktet Paracytheridea och familjen Paracytherideidae. Inga underarter finns listade i Catalogue of Life.